# Torneo de Bogotá 2015
El Claro Open Colombia 2015 es un torneo de tenis perteneciente a la ATP en la categoría de ATP World Tour 250. El Claro Open Colombia o ATP World Tour 250 de Bogotá se disputó desde el 20 al 26 de julio de 2015 en el Centro de Alto Rendimiento (CAR) de Coldeportes, en la ciudad de Bogotá.

## Cabezas de serie

### Individual
| Tenista          | Ranking | Preclasificada |
| Ivo Karlović     | 24      | 1              |
| Bernard Tomic    | 25      | 2              |
| Adrian Mannarino | 35      | 3              |
| Víctor Estrella  | 43      | 4              |
| Marcos Baghdatis | 48      | 5              |
| Sam Groth        | 68      | 6              |
| Malek Jaziri     | 72      | 7              |
| James Ward       | 89      | 8              |

- Ranking del 13 de julio de 2015

### Dobles
| Tenista                              | Ranking | Preclasificada |
| Juan Sebastián Cabal Robert Farah    | 60      | 1              |
| Austin Krajicek Rajeev Ram           | 107     | 2              |
| Samuel Groth Chris Guccione          | 109     | 3              |
| Jonathan Marray Aisam-ul-Haq Qureshi | 117     | 4              |

## Campeones

### Individual Masculino
Bernard Tomic venció a  Adrian Mannarino por 6-1, 3-6, 6-2

### Dobles Masculino
Édouard Roger-Vasselin /  Radek Štepánek vencieron a  Mate Pavić /   Michael Venus por 7-5, 6-3